# Valence (Drôme)

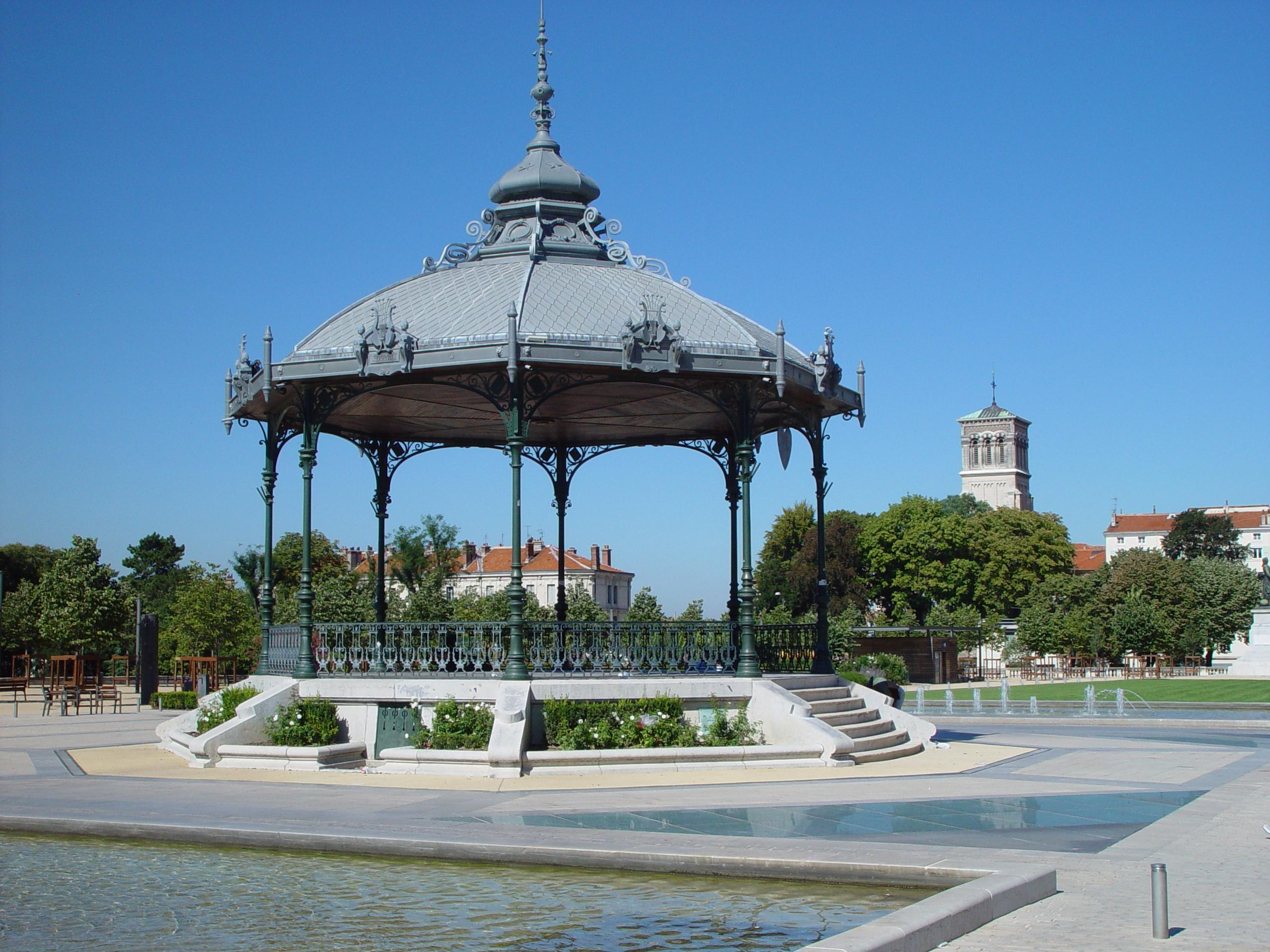
Zahradní pavilon na Martově poli

Valence je město na jihu Francie v departmentu Drôme a regionu Auvergne-Rhône-Alpes. Rozkládá se na levém břehu řeky Rhôny a je považováno za severní bránu Provence.
V městě, původně římské kolonii Valentia, sídlí od 4. století biskup, který v následujících stoletích nad ním získal vládu.
Byl zde zaživa vpleten do kola proslulý vůdce lupičské bandy Louis Mandrin (1724–1755).

## Geografie
Sousední obce: Bourg-lès-Valence, Saint-Marcel-lès-Valence, Alixan, Guilherand-Granges, Montélier, Chabeuil,Malissard, Soyons, Portes-lès-Valence, Beaumont-lès-Valence a Montéléger.

## Památky
- románská katedrála Saint-Apollinaire z 11. století (hlavní kostel diecéze Valence)

## Vývoj počtu obyvatel
Počet obyvatel

## Osobnosti
- Pius VI. (1717 – 1799), papež
- Émile Augier (1820 – 1889), básník a dramatik
- Louis Gallet, libretista a spisovatel
- Abbé Pierre (1912 – 2007), katolický kněz, člen francouzského odporu
- Paul Ricoeur (1913 – 2005), filozof

## Sport
V roce 2013 se zde konal lehkoatletický mítink DécaNation a sedmé kolo světový poháru 2013 v lezení na obtížnost.

## Partnerská města
- Asti, Itálie, 1966
- Biberach an der Riß, Německo, 1967
- Clacton-on-Sea, Spojené království, 1969
- Ijevan, Arménsko, 1996
- Gedera, Izrael, 1997